# Ypthima quinquepunctata
Ypthima quinquepunctata är en fjärilsart som beskrevs av Embrik Strand 1909. Ypthima quinquepunctata ingår i släktet Ypthima och familjen praktfjärilar. Inga underarter finns listade i Catalogue of Life.